# Notsocool
notsocool ist ein Produzenten-Duo, bestehend aus Sebastian Meyer (Rewinside) und Michael Moritz (MPire), die Musik produzieren und in Clubs und auf Events als DJ tätig sind.

## Entstehung
Gemeinsam produzieren sie bereits seit mehreren Jahren Musik und haben sich 2018 zum Künstlerduo „notsocool“ zusammengeschlossen.
Sie haben einige Songs über den Distributor recordJet veröffentlicht.

## Musik
Ihr Sound ist ein moderner und elektronischer Ansatz mit Einflüssen aus der Housemusik, dem Trap Genre, sowie auch diversen Popstrukturen.
| Jahr | Album/Single/EP            | Titel | Featuring                          |
| ---- | -------------------------- | --- | ---------------------------------- |
| 2021 | Shadows (Single)           | Shadows feat. BERTHAJU | BERTHAJU                           |
| 2021 | Juice (Single)             | Jusice feat Donia Touglo | Donia Touglo                       |
| 2020 | sorry again (EP)           | until we see us again feat. Rass Limit sorry for her feat. BERTHAJU                                                         | Rass Limit BERTHAJU                |
| 2019 | Global Warming (EP)        | Love Like Take It Up On Love Like You Did Before feat. Tasha Baxter You're Not Gonna Find It Falling                        | Tasha Baxter                       |
| 2018 | King of my Castle (Single) | King of my Castle |                                    |
| 2018 | Basstarté (Singlel)        | Basstarté |                                    |
| 2018 | Yanny or Laurel (Single)   | Yanny or Laurel feat. Cliff Savage                                                                                          | Cliff Savage                       |
| 2018 | Zero Ducks Given (Album)   | Stories on the Road feat. Cliff Savage Where We Start To Missed Flights feat. Die Bullen I’ve Been Waiting feat. Polin Vita | Cliff Savage Die Bullen Polin Vita |